# サッカーオルダニー島代表
サッカーオルダニー島代表（サッカーオルダニーとうだいひょう）は、オルダニー島サッカー協会により編成されるオルダニー島のサッカーのナショナルチームである。オルダニー島代表は、FIFA及び、UEFAに加盟していない。
ジャージー島及びガーンジー島の間で1905年から開催されている、ムラッチ・カップでの試合がメインである。100年以上続く国際大会であるが、オルダニー島が優勝したのは1920年の1度きり（それも強豪のジャージー島とは対戦せず、ガーンジー島に1-0で勝利）である。
国際アイランドゲームズ協会に属しており、アイランドゲームズのサッカー競技に2003年に出場したがガーンジー島に0-10、オークニー諸島に1-3と敗れてグループリーグ敗退となった。その後サーレマー島との11位決定戦に勝利し、15チーム中11位で大会を終えた。国際大会では先の1920年のガーンジー島戦及び2003年アイランドゲームズにおけるサーレマー島戦での勝利しか無く、BBCで、世界で最も弱いサッカー代表の一つに特集された事がある。